# Zdravko Rađenović
Zdravko Rađenović (Bačka Palanka, 5 de setembro de 1952) é um ex-handebolista profissional sérvio, campeão olímpico pela Seleção Iugoslava em 1984. 
Zdravko Rađenović fez parte do elenco medalha de ouro de Los Angeles 1984. Em Olimpíadas jogou 12 partidas marcando 22 gols.

## Títulos
- Jogos Olímpicos:
  - Ouro: 1984
  - Bronze: 1988